# Ożydów-Olesko
Ożydów-Olesko (ukr. Ожидів-Олесько, ros. Ожидов-Олеско) – stacja kolejowa w miejscowości Ożydów i w pobliżu osiedla typu miejskiego Olesko, w rejonie złoczowskim, w obwodzie lwowskim, na Ukrainie.
Stacja powstała w czasach Austro-Węgier na linii kolei galicyjskiej im. Karola Ludwika.